# Потуловы
Потуловы — дворянский род.
Потомство Карпа Григорьевича Потулова (1593—1681), пожалованного поместьем за «Московское осадное сидение» (1615).

## Описание герба
Щит разделен крестообразно на четыре части, из коих в верхней части, в серебряном поле, летящая в правую сторону птица держит в лапах венок и масличную ветвь. В боковых частях, в голубом поле, видны из облаков выходящие две руки в золотых латах с серебряными мечами (польский герб Малая Погоня). В нижней части, в серебряном поле, находится крепость красного цвета с тремя башнями о трех зубцах (польский герб Гржимала).
На щите дворянский коронованный шлем. Нашлемник: три страусовых пера. Намёт на щите голубой, подложенный золотом. Щитодержатели: с правой стороны лев, а с левой стороны — единорог. Герб рода Потуловых внесён в Часть 8 Общего гербовника дворянских родов Всероссийской империи, стр. 40.

## Известные представители
- Потуловы: Кирилл и Карп Григорьевичи — Мещовские городовые дворяне (1627—1629).
- Потулов Трофим Карпович — воевода в Мосальске (1660—1662).
- Потулов Михаил Кириллович — московский дворянин (1667).
- Потулов Фёдор Григорьевич — московский дворянин (1671—1677).
- Потулов Пётр Лукьянович — стряпчий (1676), стольник (1680—1692).
- Потулов Иван Трофимович — стряпчий (1692).
- Потулов Фёдор Степанович — московский дворянин (1692)[2].
- Потулов — прапорщик 26-го егерского полка, убит в сражении при Клястицах, Якубове, Катеринове и Сивошине (18-19 июля 1812), его имя занесено на стену храма Христа Спасителя в г. Москва.
- Потулов, Александр Александрович (ок. 1779 — 05.08.1812, Смоленск) — полковник Одесского пехотного полка, погиб в сражении при Смоленске (4-7 августа 1812), его имя занесено на стену храма Христа Спасителя.
- Потулов, Григорий Александрович — генерал-майор, имя занесено на стену храма Христа Спасителя.
- Потулов, Пётр Александрович (ок. 1787 — не позднее 01.12.1813) — штабс-капитан Преображенского полка, умер от ран (01 декабря 1813), его имя занесено на стены Храма Христа Спасителя[1][3].